# Joseph Willigers
Joseph Bernard Louis Willigers M.H.M. (Gronsveld, 26 oktober 1930 – Oosterbeek, 30 september 2012) was een Nederlands geestelijke en een bisschop van de Rooms-Katholieke Kerk.
Willigers werd op 10 juli 1955 tot priester gewijd bij de Missionarissen van Mill Hill. Hij zette zijn studie voort in Rome, waar hij kerkelijk recht studeerde. Na zijn promotie in 1958 vertrok hij als missionaris naar Afrika, waar hij in Oeganda en Kenia werkzaam was in het onderwijs en de pastorale zorg.
Willigers werd in 1965 vicaris-generaal van het bisdom Kisumu (Kenia), als medewerker van de Nederlandse bisschop Jan de Reeper. Op 13 juli 1967 werd hij benoemd tot bisschop van het bisdom Jinja (Oeganda). Zijn bisschopswijding vond plaats op 3 december 1967.
Willigers ging op 2 maart 2010 met emeritaat. Hij bleef daarna in Oeganda wonen, tot hij begin 2012 ziek terugkeerde naar Nederland. Hij overleed op 81-jarige leeftijd in het Mill Hill-missiehuis Vrijland in Oosterbeek.